# Debbie Davies
Debbie Davies (ur. 22 sierpnia 1952 w Los Angeles) – amerykańska gitarzystka i wokalistka bluesowa. 
Karierę muzyczną rozpoczęła od grania w bluesowych i rockandrollowych zespołach w San Francisco. W 1988 stała się członkiem zespołu Icebreakers, w którym grała z Albertem Collinsem. W 1991 roku nagrała, wraz z Albertem Collinsem i Icebreakers, album nominowany do nagrody Grammy. We wrześniu 1993 wydała debiutancki album solowy - "Picture This". Otrzymała osiem nominacji do nagród Blues Music Awards, wygrywając w 1997 roku w kategorii Best Contemporary Female Blues Artist. W 2008 roku ponownie uzyskała nominację w tej kategorii. Od 1994 roku wydała 9 albumów solowych i 2 nagrane z innymi twórcami współpracując z: Albert Collins, Ike Turner, James Cotton, Mick Taylor, Peter Green, Coco Montoya, Duke Robillard, Tommy Shannon, Chris "Whipper" Layton, Sugar Ray Norcia, Mudcat Ward, Charlie Musselwhite, Bruce Katz, Per Hanson, Noel Neal i Rod Carey.

## Dyskografia
- Picture This (1993)
- Loose Tonight (1994)
- I Got That Feeling (1997)
- Round Every Corner (1998)
- Grand Union (1998)
- Homesick for the Road (1999)
- Tales From The Austin Motel (1999)
- Love The Game (2001)
- Key To Love (2003)
- All I Found (2005)